# Telasa
Telasa (テラサ Terasa?) es un servicio de video bajo demanda por suscripción japonés propiedad de KDDI y TV Asahi. Se lanzó como Video Pass (ビデオパス Bideopasu?), también conocido como au Video Pass, en 2012 y pasó a llamarse Telasa en 2020.

## Historia

El logo de Video Pass

KDDI anunció el 15 de mayo de 2012 que lanzaría un servicio de suscripción de video bajo demanda por 590 yenes al mes. Este servicio, llamado Video Pass, fue diseñado específicamente para teléfonos au.
En 2014, Video Pass tenía aproximadamente 1000 títulos disponibles para su servicio de video bajo demanda por suscripción y alrededor de 3000 títulos disponibles para alquiler, incluido el contenido recién lanzado.
En junio de 2014, KDDI inició un servicio de video bajo demanda por suscripción independiente llamado Anime Pass en colaboración con Kadokawa, que se centraba en contenido de anime y estaba disponible por 400 yenes al mes. Este servicio era diferente de Video Pass.
El 20 de agosto de 2015, KDDI y TV Asahi anunciaron una asociación comercial para distribuir exclusivamente contenido de TV Asahi en Video Pass.
El 12 de enero de 2016, KDDI anunció que descontinuaría Anime Pass el 30 de abril del mismo año. En cambio, Video Pass ampliaría su contenido de anime y la distribución de actualización de los programas de anime que actualmente se transmiten por televisión se duplicaría con creces. Video Pass ya había ofrecido títulos de anime populares como las series Naruto y Gundam, y alrededor del 40% de sus miembros supuestamente veían contenido de anime. El género siempre ha estado en la cima de la lista de géneros más vistos en la plataforma.
El 2 de agosto de 2018, KDDI puso Video Pass a disposición de usuarios que no sean suscriptores.
El 12 de diciembre de 2019, KDDI y TV Asahi anunciaron que establecerían una empresa conjunta para gestionar sus servicios de streaming. La empresa conjunta heredaría el negocio Video Pass en marzo de 2020. El presidente de la empresa conjunta fue designado como Takashi Yamamoto, director representativo de KDDI.
Mientras que Nippon TV opera Hulu Japón con dos millones de miembros (a marzo de 2019), Fuji TV opera FOD y TBS Television y TV Tokyo operan Paravi, TV Asahi no tenía una plataforma para distribuir sus propios videos. Con esta operación conjunta, TV Asahi entró en el negocio de servicios de video de tarifa fija, que no había desarrollado anteriormente. La razón por la que las dos empresas unieron fuerzas es porque, desde la perspectiva de TV Asahi, KDDI tiene una base de usuarios como operador de telefonía móvil. Además, cuentan con tecnología 5G, que será una fortaleza para la futura expansión de la distribución de video. Desde la perspectiva de KDDI, en comparación con Netflix y Amazon Prime Video, tienen la debilidad de tener menos contenido original. El mismo operador de telefonía móvil, NTT DoCoMo, opera dTV con una membresía de 4 millones de personas (a junio de 2018). Por otro lado, si bien Video Pass superó el millón de miembros en 2018, ha estado luchando por crecer desde entonces.
El 7 de abril de 2020, Video Pass pasó a llamarse Telasa y comenzó a transmitir contenido de TV Asahi.